# Zaldibia
Zaldibia en basque ou Zaldivia en espagnol est une commune du Guipuscoa dans la communauté autonome du Pays basque en Espagne.

## Histoire
En 1399 on annexe Ordizia. Un antécédent de leur longue histoire se trouve sur le dolmen d'Argarbi sur la montagne Martxabaleta d'Aralar. En 1615 il est constitué en Villa indépendante avec Philippe III.

## Patrimoine

### Patrimoine civil
- Casa Consistorial

### Patrimoine religieux
- Iglesia de Santa Fe, gotique du XVIe siècle. Donne le nom aux fêtes du village.
- Ermitage de San Saturnino, se situe à l'extérieur du village, sur les pentes du mont Txindoki, le 6 octobre.

### Sources
- (es) Cet article est partiellement ou en totalité issu de l’article de Wikipédia en espagnol intitulé « Zaldivia » (voir la liste des auteurs).